# Asambleas del Partido Republicano de 2008 en Montana
las Asambleas republicanas de Montana, 2008 fueron el 5 de febrero de 2008, con 25 delegados nacionales. 
Las primeras asambleas fueron planeadas para hacerlas al mediodía en el condado de Sheridan y condado de Judith Basin. Los resultados finales fueron hasta las 10 p. m. MST.
En otoño del 2007, los del partido republicano de Montana decidieron crear una asamblea para el Super Martes.

## Respaldos
El exsenador Conrad Burns respaldó a McCain. El secretario de estado Brad Johnson respaldó a Romney. El exgobernador respaldó Judy Martz respaldó a Huckabee.

## Resultados
| Candidato     | Votos | Porcentajes | Delegados |
| ------------- | ----- | ----------- | --------- |
| Mitt Romney   | 625   | 38.39%      | 25        |
| Ron Paul      | 400   | 24.57%      | 0         |
| John McCain   | 358   | 21.99%      | 0         |
| Mike Huckabee | 245   | 15.05%      | 0         |
| Total         | 1,628 | 100%        | 25        |